# Departamentul Tanout
Departamentul Tanout este un departament din  regiunea Zinder, Niger, cu o populație de 338.842 locuitori (2001).